# Nitocrella slovenica
Nitocrella slovenica är en kräftdjursart som beskrevs av Petkovski 1959. Nitocrella slovenica ingår i släktet Nitocrella och familjen Ameiridae. IUCN kategoriserar arten globalt som sårbar. Inga underarter finns listade i Catalogue of Life.